# تسوميب
تسوميب هي أكبر تجمع حضري في إقليم أوشيكوتو شمالي ناميبيا، ويقطنها حوالي 15000 نسمة، وتعرف بأنها بوابة الشمال في ناميبيا. تعرف هذه المدينة بلغة هيريرو تحت اسم أوكافيسومي Okavisume. وهي أقرب مدينة إلى متنزه إيتوشا الوطني، وفيها منجم معروف وغني بالثروات المعدنية.